# Mošeja Banja Baši
Mošeja Banja Baši (bolgarsko Баня баши джамия, latinizirano: Banja baši džamija; turško Banya Başı Camii) je mošeja v Sofiji v Bolgariji.

## Zgodovina
Mošeja Banja Baši je dobila ime po nekdanjem kopališču, ki ga ne smemo zamenjevati z današnjim Centralnim mineralnim kopališčem, zgrajenim leta 1913. Na tem mestu v središču Sofije, kjer se že od rimskih časov dviga termalni vrelec s temperaturo 46 °C, je bila vsaj od 16. stoletja javna turška kopel (hamam ali orientalska kopel), ki je neposredno mejila na mošejo. Preden so leta 1913 zgradili novo veliko centralno mineralno kopel, je ta stara turška kopel že močno propadala. Mošeja Banja Baši je dobila ime po tej stari, precej manjši turški kopeli, ki je bila celo bližje mošeji kot današnja osrednja kopel.
Banja v turškem jeziku pomeni kopel. Banja-Baši pomeni 'pred kopeljo', zato se ime mošeje prevaja tudi kot kopalna mošeja. Ustanovitelj mošeje je bil Mullah (Molla) Efendi Kadı Seyfullah, ki je dal zgraditi mošejo v spomin na svojo pokojno ženo. Starejši viri zato to mošejo omenjajo kot Molla Efendijeva mošeja ali Kadı Seyfullahova mošeja.
Ko je Evlija Čelebi v 17. stoletju obiskal Sofijo, je imelo mesto 53 mošej. Po drugih virih naj bi pozneje imelo preko 100 mošej. V potresu leta 1858 z magnitudo okoli 6,5 po Richterjevi lestvici se je zrušilo 19 od 24 takratnih minaretov v Sofiji, sicer pa v tem potresu ni bilo žrtev. Ob koncu osmanske vladavine je bilo v Sofiji od 50 do 84 mošej. Po koncu osmanske oblasti (1878) je bilo v Sofiji še 32 mošej. Pet od teh stavb je ohranjenih še danes. Mošeja Banja Baši je edina uporabljena mošeja v bolgarski prestolnici, ki je ohranjena v izvirni obliki. V stavbi nekdanje Velike mošeje (bolgarsko Буюк джамия, latinizirano: Bujuk dzhamija; turško Büyük Camii) je danes Narodni arheološki muzej Bolgarije.
Na loku nad vhodnimi vrati je naslikano besedilo, ki pa ga ni več mogoče razbrati. Pod njo je letnica 974, zato se domneva, da je bila mošeja zgrajena leta 974 po islamskem koledarju, ki se je začel s hidžro. Po krščanskem koledarju (gregorijanski koledar) to ustreza letu 1566 ali 1567. Po julijanskem koledarju je islamsko leto 974 trajalo od 19. julija 1566 do 9. julija 1567. V tem času je Osmansko cesarstvo vladalo nad Sofija in večjim delom Balkanskega polotoka. Do leta 1440 je Sofija postala središče beglerbega, ki je upravljal vsa bolgarska ozemlja in je vključeval 25 okrajev.
Predhodnica današnje mošeje je bila zgrajena leta 1474, v času deželnega guvernerja (bejlerbega) Mehmed paše, kasnejšega sultana Mehmeda II..
V času komunistične vladavine v Bolgariji (1944–1989) mošeja ni delovala. Od leta 1989 se z minareta znova slišijo mujezinovi klici k molitvi.

## Današnja mošeja
Čeprav mošeja uradno ni odprta za turiste, jih sprejmejo zunaj petih molitvenih ur. Vstop je dovoljen tudi ženskam v primernih oblačilih, obvezno pa morajo nositi naglavno ruto, ki je na voljo pri vhodu. V času molitve se iz zvočnikov na minaretu slišijo mujezinovi pozivi k molitvi, ki pa so tako tihi, da se skoraj izgubijo v hrupu ulice. Prvi (5.00) in zadnji klic (22.30) sta zaradi zaščite pred hrupom izpuščena. Klic k molitvi traja minuto in pol in je v arabščini. Na ta način so upoštevane želje tako muslimanov kot nemuslimanov glede obremenitve s hrupom. Leta 2006 je potekala državljanska pobuda za zbiranje podpisov nemuslimanov proti hrupu, ki ga povzročajo klici k molitvi. Vendar ni sledilo nobenih sodnih ali upravnih prepovedi ali predpisov.
Pridiga v mošeji je v bolgarščini in turščini. Samo obvezne molitve se berejo v predpisanem izvirnem arabskem jeziku. Muslimani pogosto stojijo pred mošejo v času molitve, saj je v mošeji premalo prostora za vse obiskovalce, zlasti v islamskem postnem mesecu ramazanu in ob praznikih.
Maja 2011 so predstavniki nacionalistične stranke Ataka napadli muslimane, ki so molili pred mošejo Banja Baši, in zahtevali, da se zmanjša hrup. Bolgarijo je sodišče za človekove pravice v Strasbourgu obsodilo zaradi napada in kršenja verske svobode.

## Arhitektura
Glavna stavba mošeje ima kvadratni tloris in podpira veliko osrednjo svinčeno kupolo s premerom 15 metrov. Stavba ne stoji vzporedno z bulvarjem Knjaginje Marije Luise, ampak je s svojim zahodnim vogalom obrnjena proti ulici, kjer stoji tudi visok, vitek minaret. Na severozahodni strani je glavni vhod, ki ga pokriva veranda (Tetimme = gospodarsko poslopje) s tremi manjšimi kupolami.
Mošeja je zgrajena v značilnem osmanskem arhitekturnem slogu 16. stoletja. Graditelj je bil Mimar Sinan, eden največjih arhitektov Osmanskega cesarstva in je bila dokončana leta 1566, v letih, ko so Osmani imeli nadzor nad mestom. Zgradil je tudi mošejo Selimovo mošejo v Odrinu. Stene so zgrajene iz izmenjujočih se plasti klesanega kamna in rdeče opeke. Na štirih vogalih strehe služijo stolpiči z odprtinami kot nosilne stene. Kjer stoji mošeja, izvira topel mineralni izvir (46 °C). V bližini zidov mošeje je mogoče videti dvigajočo se paro.
Stene molilnice in oboki so iz klesanega kamna. Stebri so izklesani iz enega samega kamna. Iz kamna je izklesan tudi obok nad vhodnimi vrati. Glavna kupola je prekrita s svinčenimi ploščami. Notranjost mošeje je današnjo podobo dobila šele po večkratnih prenovah. Zadnja večja prenova je bila izvedena v 1920-ih s finančno podporo turškega veleposlanika v Bolgariji Fethija Okyarja. Po drugi svetovni vojni je bila izvedena delna prenova (kitanje, pleskanje ipd.). Prenove v zadnjih desetletjih so bile omogočene s podporo turškega in arabskega Waqfa (fundacije). Z njihovo podporo je bilo med drugim vgrajeno talno ogrevanje.
Mošeja ima dve nadstropji, zgornje nadstropje je rezervirano za ženske, kot je običajno v mošejah. Imam med pridigo stoji na prižnici (minbar). Stene mošeje so okrašene v beli in modri barvi. Ker velja islamska prepoved podob, so stene okrašene z arabsko kaligrafijo, citati iz Korana. Grob mule Efendi Kadı Seyfullah je bil nekoč poleg mošeje.
Od razglasitve džamije za kulturni spomenik niso dovoljene nobene spremembe v notranjosti in zunanjosti.
V sedanjem stanju je v mošeji prostora za 700 vernikov med petkovo molitvijo in skoraj 1200 ob verskih praznikih (bajram). Muslimanska skupnost v Sofiji šteje približno 30.000 muslimanov.